# ماتيو بيرون
ماتيو بيرون هو لاعب هوكي جليد كندي، ولد في 29 أبريل 1980 في مدينة كيبك في كندا.

## وصلات خارجية
- ماتيو بيرون على موقع دوري الهوكي الوطني (الإنجليزية)
- ماتيو بيرون على موقع قاعة مشاهير الهوكي (لاعب أن.إتش.أل) (الإنجليزية)
- ماتيو بيرون على موقع EliteProspects.com (الإنجليزية)
- ماتيو بيرون على موقع Eurohockey.com (الإنجليزية)
- ماتيو بيرون على موقع HockeyDB.com (الإنجليزية)
- ماتيو بيرون على موقع Hockey-Reference.com (الإنجليزية)